# اسپرینگویل (آیووا)
اسپرینگویل (به انگلیسی: Springville) شهری در ایالت آیووا کشور ایالات متحده آمریکا است که جمعیت آن در سرشماری سال ۲۰۱۰ میلادی، ۱٬۰۷۴ نفر بوده‌است.